# Макарцево (Калужская область)
Макарцево — деревня в Медынском районе Калужской области Российской Федерации. Входит в сельское поселение «Село Кременское».

## Физико-географическое положение
Рядом — деревня Насоново.

## Этимология
Название деревни произошло от имени Макар.

## Население
| 2002 | 2010 |
| ---- | ---- |
| 8    | ↘3   |

## История
В конце XVIII века пустошью Макарцова  владеет князь Лука  Петрович Дулов.